# Maxime D'Arpino
Maxime D'Arpino, né le 17 juin 1996 à Villeurbanne en France, est un footballeur français qui joue au poste de milieu de terrain à l'US Orléans.

## Biographie

### En club
Maxime D'Arpino commence le football à Villeurbanne dans le club de l'AS Univ. Lyon avant de rejoindre plus tard l'AS Saint-Priest. Âgé de 10 ans, il rejoint le centre de formation de l'Olympique lyonnais en 2006. Il signe son premier contrat professionnel avec l'Olympique lyonnais en 2015 mais ne jouera aucun match officiel avec les Gones.
Le 20 juin 2017, il rejoint l'US Orléans en Ligue 2 dans le cadre d'un prêt pour la saison 2017-2018 avant de s'engager définitivement avec les guêpes de l'USO à la suite d'une saison fructueuse. Il fait ses débuts professionnels avec l'US Orléans lors d'une victoire 3-1 contre l'AS Nancy-Lorraine, le 28 juillet 2017.
Le 30 juin 2020, il signe un contrat de quatre ans au KV Ostende.
Le 15 juillet 2024, il signe un contrat de deux ans avec l'US Orléans et retourne dans son club avant le KV Ostende.

### En sélections nationales
Maxime D'Arpino compte trois sélections avec les moins de 19 ans et quatre sélections avec les moins de 20 ans.

## Statistiques

### En club
| Saison                | Club                    | Championnat           | Championnat | Championnat | Championnat | Coupe nationale | Coupe nationale | Coupe nationale | Coupe de la Ligue | Coupe de la Ligue | Coupe de la Ligue | Autres compétitions | Autres compétitions | Autres compétitions | Autres compétitions | Total | Total | Total |
| Saison                | Club                    | Division              | M.          | B.          | P.d.        | M.              | B.              | P.d.            | M.                | B.                | P.d.              | Comp.               | M.                  | B.                  | P.d.                | M.    | B.    | P.d.  |
| 2016-2017             | Olympique lyonnais rés. | CFA                   | 20          | 2           | 0           | -               | -               | -               | -                 | -                 | -                 | -                   | -                   | -                   | -                   | 20    | 2     | 0     |
| Sous-total            | Sous-total              | Sous-total            | 20          | 2           | 0           | -               | -               | -               | -                 | -                 | -                 | -                   | -                   | -                   | -                   | 20    | 2     | 0     |
| 2017-2018             | US Orléans (prêt)       | Ligue 2               | 13          | 0           | 0           | -               | -               | -               | 2                 | 0                 | 0                 | -                   | -                   | -                   | -                   | 15    | 0     | 0     |
| 2017-2018             | US Orléans              | Ligue 2               | 10          | 0           | 1           | -               | -               | -               | -                 | -                 | -                 | -                   | -                   | -                   | -                   | 10    | 0     | 1     |
| 2018-2019             | US Orléans              | Ligue 2               | 15          | 3           | 3           | 5               | 1               | 0               | 1                 | 0                 | 0                 | -                   | -                   | -                   | -                   | 21    | 4     | 3     |
| 2019-2020             | US Orléans              | Ligue 2               | 21          | 0           | 3           | 0               | 0               | 0               | 2                 | 0                 | 1                 | -                   | -                   | -                   | -                   | 23    | 0     | 4     |
| Sous-total            | Sous-total              | Sous-total            | 59          | 3           | 7           | 5               | 1               | 0               | 5                 | 0                 | 1                 | -                   | -                   | -                   | -                   | 69    | 4     | 8     |
| 2020-2021             | KV Ostende              | Division 1A           | 33          | 1           | 3           | 1               | 0               | 0               | -                 | -                 | -                 | PO2                 | 6                   | 0                   | 2                   | 40    | 1     | 5     |
| 2021-2022             | KV Ostende              | Division 1A           | 29          | 3           | 1           | 2               | 0               | 0               | -                 | -                 | -                 | -                   | -                   | -                   | -                   | 31    | 3     | 1     |
| 2022-2023             | KV Ostende              | Division 1A           | 4           | 0           | 0           | -               | -               | -               | -                 | -                 | -                 | -                   | -                   | -                   | -                   | 4     | 0     | 0     |
| 2023-2024             | KV Ostende              | Division 1B           | 14          | 2           | 0           | 3               | 0               | 1               | -                 | -                 | -                 | -                   | -                   | -                   | -                   | 17    | 2     | 1     |
| Sous-total            | Sous-total              | Sous-total            | 80          | 6           | 4           | 6               | 0               | 1               | -                 | -                 | -                 | -                   | 6                   | 0                   | 2                   | 92    | 6     | 7     |
| 2024-2025             | US Orléans              | National              | 9           | 0           | 1           | 1               | 0               | 0               | -                 | -                 | -                 | -                   | -                   | -                   | -                   | 10    | 0     | 1     |
| Total sur la carrière | Total sur la carrière   | Total sur la carrière | 168         | 11          | 12          | 12              | 1               | 1               | 5                 | 0                 | 1                 | -                   | 6                   | 0                   | 2                   | 191   | 12    | 16    |

## Palmarès
Il est finaliste de la Coupe Gambardella en 2015 avec les U19 de l'Olympique lyonnais